# Lorenzo Artale
Lorenzo Artale (Avola, 23 gennaio 1931 – Roma, 29 ottobre 2002) è stato un attore, regista e direttore del doppiaggio italiano.

## Biografia
Diplomatosi in recitazione presso la Libera Accademia di Teatro diretta da Pietro Sharoff nel 1959, come regista ha diretto cinque film dei quali ha scritto soggetto e sceneggiatura.
Si è dedicato per molti anni all'adattamento dei dialoghi in italiano e alla direzione del relativo doppiaggio di film e telefilm di produzione nazionale e straniera, destinati sia al circuito cinematografico che a quello televisivo.
È stato fondatore dell'AIDAC – Associazione italiana dialoghisti adattatori cinetelevisivi – di cui è stato membro del Consiglio Direttivo.
È stato Direttore Artistico della C.R.L. – Cooperativa Romana Lingue – per la sezione doppiaggio ed Edizioni Cinetelevisive.
Nel 1985 ha fondato la Libera Accademia d'Arti Sceniche per la formazione di giovani attori e registi secondo l'insegnamento di Stanislavskij.
Dal 1987 al 1994 è stato direttore dell'Accademia d'Arte Drammatica “Pietro Sharoff” di Roma dove ha insegnato Sistema, Recitazione, Regia e Tecnica del doppiaggio.
Nel 1997 riprende l'attività didattica e formativa con la “Libera Accademia d'Arti Sceniche Salvo Randone”, alla quale dedica il resto dei suoi anni. 

## Filmografia

### Attore
- Tharus figlio di Attila, regia di Roberto Bianchi Montero (1962)
- Il pirata del diavolo, regia di Roberto Mauri (1964)
- Ora X - Pattuglia suicida, regia di Gaetano Quartararo (1969)
- Diritto di vivere, regia di Stefano Arquilla (1989)

### Regista
- Quei pochi giorni d'estate (1964)
- Edipeon (1970)
- Vivi ragazza vivi (1971)
- I pugni di Rocco (1972)

### Sceneggiatore
- Colpo sensazionale al servizio del Sifar, regia di José Luis Merino (1968)
- Edipeon, regia di Lorenzo Artale (1970)
- Vivi ragazza vivi, regia di Lorenzo Artale (1971)
- I pugni di Rocco, regia di Lorenzo Artale (1972)
- Diabolicamente... Letizia, regia di Salvatore Bugnatelli (1975)